# 岡崎警察署
岡崎警察署（おかざきけいさつしょ）は、愛知県警察が管轄する警察署の一つである。大規模警察署であり、署長は警視正。
2024年（令和6年）11月30日、岡崎市明大寺町銭堤から同市針崎町に移転し、供用開始された。

## 所在地
- 愛知県岡崎市針崎町字太夫縄手45

## 管轄区域
- 岡崎市
- 額田郡幸田町

## 沿革

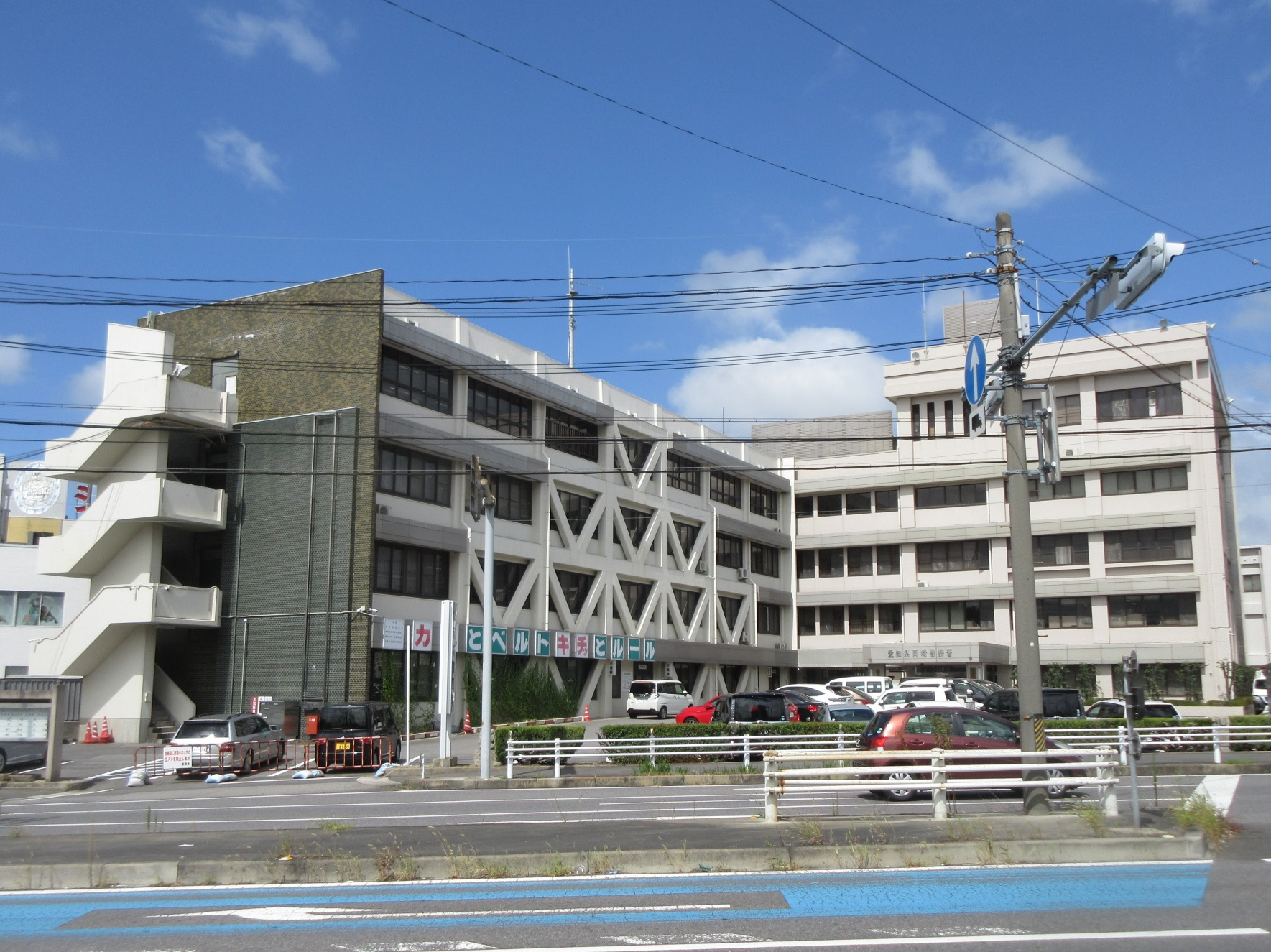
岡崎市明大寺町銭堤にあった旧庁舎。

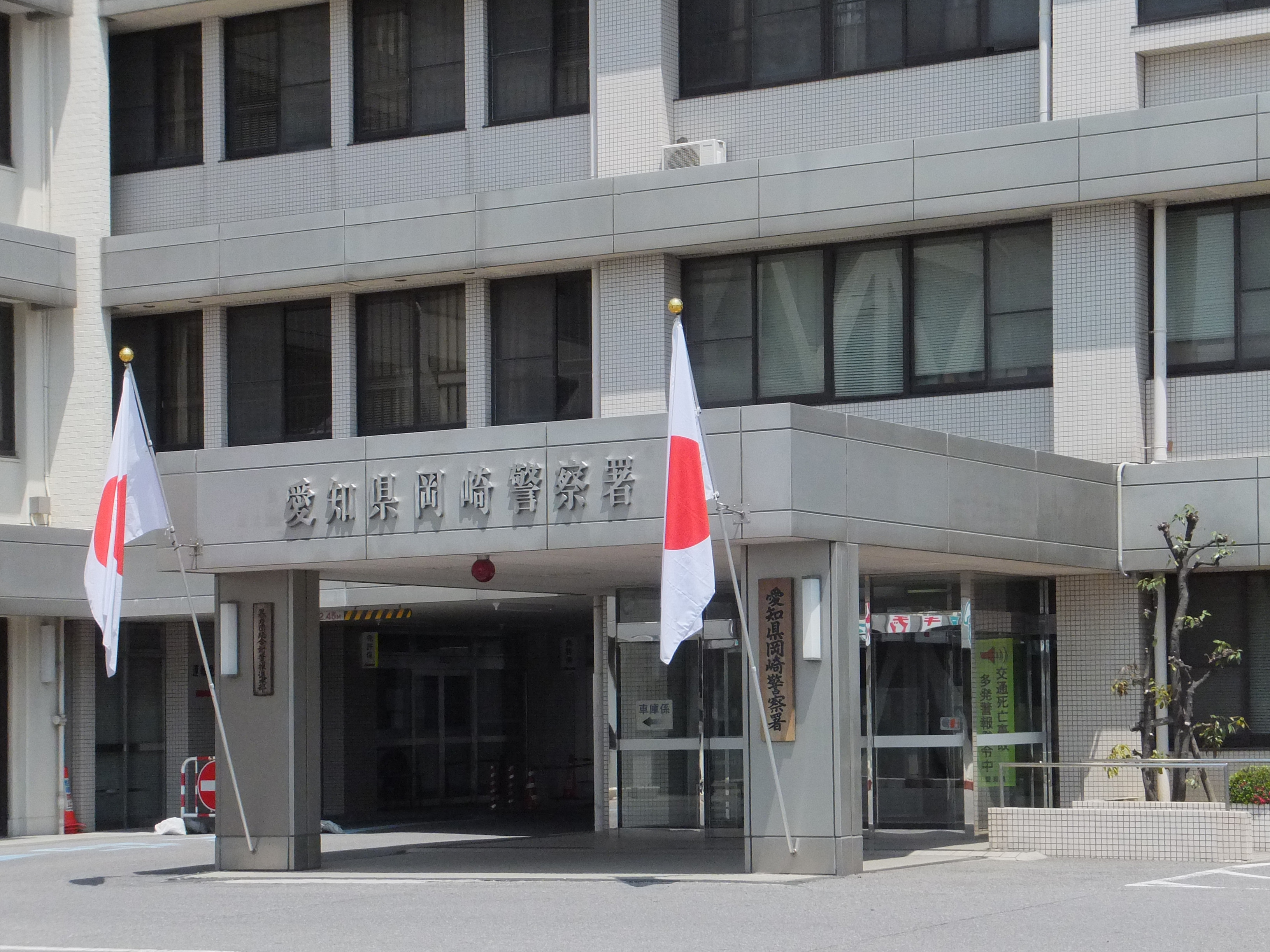
旧庁舎の入口。

- 1948年（昭和23年）3月7日 - 従前の愛知県警察部と旧岡崎警察署が解体。自治体警察として、岡崎市警察、矢作町警察、福岡町警察、岩津町警察が発足。周辺町村は国家地方警察額田地区警察署と碧海地区警察署の管轄になる。
- 1951年（昭和26年） - 矢作町警察、福岡町警察、岩津町警察を廃止し、国家地方警察額田地区警察署と碧海地区警察署の管轄とする。
- 1954年（昭和29年） - 新警察法公布で、愛知県警察が発足。自治体警察の岡崎市警察と国家地方警察額田地区警察署の管轄地をもって発足。
- 1964年 (昭和39年)  - 庁舎が竣工。

- 2019年（平成31年）
  - 1月1日 - 大村秀章知事が岡崎警察署の新築建て替えを進める考えを明らかにした[2]。
  - 2月 - 県は針崎町の岡崎駅南土地区画整理事業生活支援ゾーンC街区（約3ヘクタール）へ移転建築する方針を決めた[3][4]。

- 2022年（令和4年）
  - 3月25日 - 島崎浩志が署長に就任。
  - 11月 - 岡崎警察署の新庁舎の建設工事が着工。新庁舎は鉄骨5階建てで延べ床面積は7581.85平方メートル。針崎町の約1万平方メートルの敷地内には車庫射撃場棟も建てられることとなった。総工費は土地取得費用を含めて約64億円[5]。
  - 12月4日 - 留置中の43歳の男性が死亡。幹部を含む複数の署員による暴行の疑いや不明確な死亡原因など多くの問題点が指摘されている（後述）[6][7][8]。

- 2023年（令和5年）
  - 10月13日 - 公益社団法人岡崎法人会は防犯研修会を開催。島崎浩志署長は講師として招かれ、「身近な犯罪から身を守る。安心で安全な生活は自分で守ろう」と題する講演を行った[9]。
  - 12月1日 - 県警は、留置中の男性死亡事件にからみ、過去最多となる計27人の処分をした。島崎署長と留置主任官の警部は同日付で依願退職した[10]。同日、刑事部参事官兼生活安全部参事官の尾関元康が署長に就任した[11]。

- 2024年（令和6年）
  - 10月25日 - 針崎町の新庁舎が完成。落成式と内覧会が行われた[12]。
  - 11月30日 - 新庁舎の供用開始。

## 事件と不祥事

### 母娘3人殺害事件
1966年（昭和41年）9月20日18時45分ごろ、岡崎市戸崎町原山の男性（1981年9月時点で69歳）宅で男性の妻（事件当時47歳）、長女（同16歳：県立岡崎商業高校1年生）、次女（同13歳：市立南中学校2年生）の3人が刃物で全身32箇所を滅多刺しにされて殺害された殺人事件。現場向かいに住んでいた主婦が事件発生直後、玄関から悠然と立ち去る小柄な男を目撃しており、また浴室内には犯人の遺留品とみられる靴下1対、ボタン1個、指紋・掌紋などが残されていたが、犯人の犯行後の足取りがつかめず、捜査は難航した。岡崎署に設置された特別捜査本部は1969年、愛知県警で初となるFBI方式を採用し、少数の専従捜査員を置いて捜査活動を展開しており、また警察庁も特別重要事件に指定していたが、未解決のまま、事件から15年後の1981年9月20日0時をもって公訴時効が成立した。同日までに投入された捜査員は延べ25000人、捜査対象とした関係者は3万人、照合した指紋は180万個で、情報提供は250件あった。

### 特別公務員暴行陵虐の容疑
2022年11月25日、岡崎警察署の署員は43歳の男性を公務執行妨害容疑で逮捕した。当該男性は6年前の交通事故がきっかけで統合失調症にかかっていた。この日帰り道が分からなくなり道を尋ねたところ、様子がおかしかったとの理由により通報され、駆けつけた署員に棒を振り回したとされる。留置場で暴れたため男性は「保護室」に移され、ベルト手錠や捕縄といった「戒具」で身体を拘束された。
同年12月4日午前4時35分ごろ、男性は留置保護室で息をしていない状態で見つかり、搬送先の病院で約1時間後に死亡が確認された。12月16日、愛知県警は特別公務員暴行陵虐容疑で岡崎警察署を家宅捜索し、署内の監視カメラの撮影データの記録媒体など約40点を押収した。12月17日、岡崎警察署とは別の警察署で、男性の父親と県警本部留置管理課長ら4人が面会。県警側は弔意を伝えたが、謝罪の言葉はなかった。面会後、父親は取材に応じ「警察は非を認め、息子に謝ってほしい」と怒りをあらわにした。岡崎警察署の対応について下記の問題点が指摘されている。
- 男性は延べ140時間以上、保護室に手錠などで身体を拘束されていた[16]。刑事収容施設法は、留置保護室への収容は72時間以内とし、継続が必要な場合は刑事施設の長（警察署長）が48時間ごとに更新すると定めているが、延長に必要な手続きを怠っていたとされる[17]。
- 署員は男性の身体拘束期間中、保護室内を写したカメラ映像を確認するにとどめ、対面で監視するよう定めた県警の内規に違反していた[18]。
- 男性は統合失調症で障害者2級手帳を持っており、糖尿病を患っていた[16][7]。男性の父親は「暴れ出したら止まらないので、医者が、鎮痛の薬を打って病院に入れないとだめだと言っている」と警察に訴えたが、聞き届けられなかった[7]。留置期間中、糖尿病の薬は与えられなかった[19]。
- 幹部ら複数の署員が横たわっていた男性を足で蹴るなどの行為をした[19][20][8]。
- 男性は裸の状態で保護室に隔離されていた[21][16]。
- 男性は和式トイレに仰向けで、後頭部が水に浸かった状態で放置されていた。署員はその状態で水を流した[22][20]。
- 署員は弁当を出す際、中身をふたにひっくり返して提供し、床にこぼれた水を飲むよう指示した[23]。
- 男性は5日間にわたって食事を取っていなかった[24]。にもかかわらず岡崎警察署は食事に代わる医療措置を講じなかった[21]。
- 男性はヘルプマークを所持していたが、署員は取り合わなかったか、または見過ごした[25]。
- 岡崎警察署は午前4時35分に男性が息をしていないのを発見するが、119番したのは、それから12分後の4時47分だった[26]。
- 愛知県警は死因を「腎不全」と発表。ところが死亡診断書の「直接死因」の欄には「脱水症」と記載されていた。隠蔽の疑いが指摘されている[7]。
- 逮捕後、男性の父親は連絡が取れないとして行方不明届を出していた。岡崎警察署は男性の身柄をとっていたことを父親にはすぐには知らせず、逮捕から3日後の11月28日に電話で男性の所在を伝えた[14]。

2023年12月1日、愛知県警は、留置主任官の警部ら当時の署員9人を業務上過失致死や特別公務員暴行陵虐などの疑いで書類送検した。また同日、県警は、島崎浩志署長を減給100分の10（3か月）、警部を停職3カ月の懲戒にするなど、県警過去最多となる計27人の処分をした。島崎署長と警部は同日付で依願退職した。
同年12月7日、愛知県警は、男性の父親に新城警察署で約2時間にわたり捜査結果を説明し、謝罪した。県警との面会後、男性の父親は記者会見し、「説明を受けたが、理解も納得もできない。警察が息子を殺したと思っている」と述べた。
2024年2月28日、名古屋区検は元警部を業務上過失致死罪で略式起訴した。特別公務員暴行陵虐と虚偽有印公文書作成の疑いについては不起訴となった。名古屋簡裁は29日付で元警部に罰金80万円の略式命令を出した。
なお、男性は2016年に交通事故に遭い、その後遺障害として統合失調症を発症。社会復帰の為に就労支援施設に通い、社会福祉法人からの支援を受けて2021年5月から工場で働くようになり、2022年10月に1人暮らしを始めた矢先だった。
名古屋第二検察審査会は当時の留置担当者らについて 2024年7月18日付で「不起訴相当」と議決した。特別公務員暴行陵虐罪での不起訴について、警察官への信頼を損ない「社会的批判は免れない」と指摘する一方で、反省状況や社会的制裁などを考慮し「刑事処分が不可欠とまでは言えない」と判断。業務上過失致死罪での不起訴については、「被害者の生命に危険が及ぶおそれがあることを予見できたとすることは困難」と結論づけた。
2024年10月12日、男性の父親が県に男性への慰謝料など約8千万円の賠償を求め、名古屋地裁に提訴した。訴訟代理人は海渡雄一。

## 組織
- 警務課
  - 警務係
  - 住民サービス係
  - 留置管理係
- 会計課
  - 会計(第一係・第二係)
- 生活安全課
  - 生活安全(第一係・第二係)
  - 少年係
  - 保安(第一係・第二係)
- 地域課
  - 地域総務係
  - 地域(第一係～第三係)
  - 特別警戒隊
- 刑事課
  - 刑事総務係
  - 強行(第一係・第二係)
  - 盗犯(第一係・第二係)
  - 鑑識係
  - 知能係
  - 暴力薬物係
  - 国際捜査係
- 交通課
  - 交通総務係
  - 交通規制係
  - 通告センター
  - 指導取締係
  - 事故捜査係
- 警備課
  - 警備係
  - 外事係

## 交番

### 岡崎市
- 大門交番（岡崎市大樹寺1丁目1番地27）
- 岩津交番（岡崎市岩津町字生平1・2番合併）
- 伝馬交番（岡崎市花崗町81番地2）
- 岡崎駅前交番（岡崎市羽根町字東荒子89番地1）
- 六ツ美交番（岡崎市下青野町字天神56番地2）
- 牧御堂交番（岡崎市牧御堂町字油田42番10）
- 大和交番（岡崎市大和町字西島47番地5）
- 橋目交番（岡崎市橋目町城畑38番地5）
- 康生交番（岡崎市本町通1丁目1番地1）‐ 2010年3月10日に康生通西から移転
- 明大寺交番（岡崎市上明大寺町1丁目1番地2） - 2017年12月に明大寺本町4丁目から移転[33]
- 竜美ヶ丘交番（岡崎市竜美南3丁目8番地1）
- 矢作交番（岡崎市矢作町字馬乗1番地）
- 井田交番（岡崎市井田町字茨坪4番地1） - 2020年2月5日に伊賀町から移転[34]
- 美川交番（岡崎市大平町字瓦屋前44番地3） - 2020年2月5日に美合新町から移転[34]

### 幸田町
- 幸田交番（額田郡幸田町大字芦谷字幸田130番地5）

## 駐在所

### 岡崎市
- 宮崎駐在所（岡崎市宮崎町字清水沢西14番地10）
- 奥殿駐在所（岡崎市奥殿町字屋敷前13番地1）
- 米河内駐在所（岡崎市米河内町字本坂21番地6）
- 保久駐在所（岡崎市保久町字中村84番地1）
- 桜形駐在所（岡崎市桜形町字中門11番地4）
- 樫山駐在所（岡崎市樫山町字市場6番地12）
- 本宿駐在所（岡崎市本宿茜2丁目3番地4）
- 舞木駐在所（岡崎市舞木町字山中町123番地3）
- 桑谷駐在所（岡崎市桑谷町字石丸5番地5）
- 上地駐在所（岡崎市上地町字宮脇83番地2）
- 福岡駐在所（岡崎市福岡町字西市仲5番地）
- 茅原沢駐在所（岡崎市茅原沢町字新井2番地4）
- 藤川駐在所（岡崎市藤川町字中町北10番地1）

### 幸田町
- 坂崎駐在所（額田郡幸田町大字坂崎字田中下53番地4）
- 深溝駐在所（額田郡幸田町大字深溝字山脇2番地1）
- 野場駐在所（額田郡幸田町大字野場字上市場5番地1）

## 廃止された交番・駐在所
- 岡崎公園交番（岡崎市康生通西3丁目） - 2010年3月廃止
- 鴨田交番（岡崎市鴨田町字荒子6-1） - 2015年3月末廃止[35]
- 大平交番（岡崎市大平町字出口11） - 2015年3月末廃止[35]
- 中町交番（岡崎市中町5丁目） - 廃止時期不明
- 伊賀交番（岡崎市伊賀町6丁目） - 2020年2月に廃止[34]
- 美合交番（岡崎市美合新町） - 2020年2月に廃止[34]